# Île Louviers
Île Louviers nazývaný též île aux Javiaux je zaniklý ostrov na řece Seině v Paříži. V 19. století byl připojen k pravému břehu.

## Poloha
Ostrov se nacházel proti proudu od ostrova sv. Ludvíka a měl asi stejnou rozlohu. Od břehu jej oddělovalo říční rameno, přes které vedl most Grammont. Kolem roku 1730 bylo rameno Seiny rozšířeno.

## Historie
Nejstarší zmínka o ostrově pochází z roku 1408, kdy jej vlastnil Nicolas de Louviers, prévôt des marchands. Původně se zde nacházely pastviny. V roce 1700 ostrov získalo město a pronajímalo ho obchodníkům se dřevem. V roce 1816 byl ostrov ještě neobydlený a sloužil jako obrovské skladiště otopného dřeva pro obyvatele města. V roce 1847 bylo říční rameno, které ostrov oddělovalo od pravého břehu, a které v létě bylo obvykle vyschlé, zasypáno a vznikl tak Boulevard Morland. Během revoluce v červnu 1848 byl na území připojeného ostrova zřízen dočasný vojenský tábor.